# Seamus Dever
Seamus Patrick Dever (Flint (Michigan), 27 juli 1976) is een Amerikaanse acteur.
Dever is geboren in Flint (Michigan), en opgegroeid in Bullhead City. Hij studeerde af als valedictorian aan de Bullhead City Mohave High School, en vervolgende zijn studie op de Northern Arizona University, hij heeft een Master of Fine Arts in acteren van het Moskous Kunsttheater en Carnegie Mellon University.
Dever is waarschijnlijk het best gekend om zijn rol als Detective Kevin Ryan in de ABC-serie Castle.

## Privéleven
Dever is lid van de Actors Studio. Hij trouwde op 27 mei 2006 met Juliana Dever. Juliana speelt ook Jenny, Ryans vrouw, in Castle. Hij is de neef van Broadwayactrice Jeanne Arnold en de Canadese singer-songwriter Leslie Feist.
Dever en zijn vrouw zijn beiden vegetariër.

## Filmografie
- NCIS (televisie-serie) (2024-2025, seizoen 22, meerdere afleveringen)[4]
- The Rookie (televisie-serie) (2020)
- Titans (televisie-serie) (2018-heden)
- Castle (televisie-serie) (2009-2016)
- Ready or Not (televisie-serie) (2009)
- Drop Dead Diva (televisie-serie) (2009, 1 aflevering)
- Ghost Whisperer (televisie-serie) (2008, 1 aflevering)
- Army Wives (televisie-serie) (2008)
- Mad Men (televisie-serie) (2008, 1 aflevering)
- General Hospital (televisie-serie) (2008)
- Affairs in Order (2008)
- CSI: Miami (televisie-serie) (2007, 1 aflevering)
- Close to Home (televisie-serie) (2007, 1 aflevering)
- NCIS (televisie-serie) in Singled Out, (2006, seizoen 4, 1 aflevering)
- Hollywoodland (2006)
- CSI: NY (televisie-serie) (2006, 1 aflevering)
- CSI: Crime Scene Investigation (televisie-serie) (2005 + 2008, 2 afleveringen)
- Threshold (televisie-serie) (2005)
- McBride: The Doctor Is Out... Really Out (televisie-film) (2005)
- Charmed (televisie-serie) (2005, 1 aflevering)
- JAG (televisie-serie) (2005, 1 aflevering)
- Mystery Woman: Snapshot (2005) (televisie-film)
- Cold Case (televisie-serie) in The House (2004, 1 aflevering)
- Without a Trace (televisie-serie) (2003, 1 aflevering)
- Outside the Law (2002)
- Monkey Love (2002)
- Soldier of Fortune II: Double Helix (videospel) (2002, stemrol)
- Deep Cover (televisie-serie) (2002, 1 aflevering)
- She's No Angel (2002) (televisie-film)
- Undressed (televisie-serie) (2001, 1 aflevering)
- Shooting LA (2001)
- Pensacola: Wings of Gold (televisie-serie, 1 aflevering) (1999)